# Pavel Aranici
Pavel Aranici (n. 1922, la Satu Mare - d. 1995, la București), a fost un ofițer român al forțelor de Securitate. Din funcția de șef al Serviciului „Bande” din Direcția a III-a a Securității Poporului, Informații și Contrasabotaj, a comandat trupele de luptă împotriva rezistenței anticomuniste din munți.
Pavel Aranici a fost căsătorit cu Elisabeta Gall și au avut doi băieți: Vladimir (n. 1950) și Pavel (n. 1960).

## Biografie

### Copilăria și adolescența
Pavel Aranici a fost fiul Iulianei Aranici, bucătăreasă și servitoare la Satu Mare; tatăl nu este cunoscut. În dosarul de cadre de la Securitate scrie că Aranici este „fiul lui Natural și Iuliana, din Satu Mare”. Istoricul Marius Oprea susține într-una din cărțile sale că tatăl lui Aranici se numea Szabó și că era patronul restaurantului „Huszár” din Oradea. Acesta a botezat personal nou-născutul, la Biserica cu Lună din Piața Sfântul Ladislau. Cu toate acestea, Szabó nu și-a recunoscut fiul, deoarece era căsătorit și mai avea trei copii, două fete și un băiat.
Ulterior, Iuliana Aranici se mută la Cluj, unde Pavel Aranici absolvă, în 1933, la Școala primară de stat nr. 7 cele patru clase primare și este înscris apoi la Gimnaziul de băieți „Dr. C. Angelescu”. Pavel Aranici rămâne corigent la mai multe materii, iar mama sa a fost sfătuită de profesori să-l mute la o școală de arte și meserii. Iuliana Aranici își mută fiul la Sibiu și îl înscrie la Școala de Calfe și Ucenici, angajându-l și ca ucenic lăcătuș la Fabrica Rigier, ulterioarele Uzine Independența. La Sibiu, Pavel Aranici se înscrie la Clubul Sportiv Muncitoresc, iar în dosarul său de cadre se menționează că a cunoscut câțiva „tineri care aveau legătură cu mișcarea muncitorească și de la ei a primit unele noțiuni despre lupta clasei muncitoare”.
Mama sa, rămasă la Cluj, a început să aibă contacte cu membri ai Partidului Comunist prin intermediul unui anume Maximilian, care lua masa la restaurantul unde servea Iuliana Aranici. Influențat de acesta, „tovarășul Aranici s-a apropiat de mișcarea muncitorească și mai mult”. În cercul de stânga în care se învârtea, Pavel Aranici face cunoștință cu Elisabeta Gall, care avea să-i devină soție.
Una din primele sarcini căpătate de tinerii Gall și Aranici a fost distribuirea de manifeste comuniste. În 1938, ca urmare a activității desfășurate până atunci, Pavel Aranici a fost primit în Uniunea Tineretului Comunist, iar ulterior i s-a încredințat funcția de responsabil financiar al Comitetului Județean UTC Sibiu. Fondurile destinate organizației UTC din oraș erau trimise pe adresa prietenei sale, Elisabeta Gall. În 1939, Siguranța Statului descoperă acest lucru, îi arestează pe cei doi și le percheziționează locuința. La interogatoriu, Aranici este lovit în fața prietenei sale, dar el și Elisabeta Gall neagă totul. Curând, cei doi sunt eliberați.
În 1941, Iuliana Aranici se mută împreună cu fiul ei și prietena lui, iar casa lor e pusă la dispoziția comuniștilor pentru întâlniri conspirative.
Din 1942, Pavel Aranici a servit în armata română în Al Doilea Război Mondial. În octombrie 1942 este încorporat în Regimentul 5 de artilerie antiaeriană din Sibiu, iar peste trei luni este trimis pe frontul antisovietic. Cu toate acestea, referințele de cadre ale lui Aranici sunt bune:
„Din declarațiile tov. Raț Florea și Tudoran Nicolae rezultă că, în perioada milităriei, tov. Aranici Pavel a avut o comportare bună față de ostașii din unitatea din care făcea parte, purtând uneori discuții cu unii militari, în fața cărora demasca propaganda mincinoasă fascistă, arătându-le acestora că războiul dus împotriva URSS este un război de jaf și cotropire. De asemenea, se arată că și față de populația civilă a avut o comportare bună.”
Intrarea trupelor sovietice în țară găsește unitatea lui Aranici la Pașcani, de unde este dislocată apoi la Caransebeș. De aici, în 1945, Pavel Aranici se întoarce într-o permisie de două săptămâni la Sibiu, pentru a se căsători cu Elisabeta Gall. După încă trei luni, este lăsat la vatră. În iulie 1945, a fost primit oficial în Partidul Comunist Român.

### Cariera în slujba Partidului și Securității
După instaurarea comunismului, la insistențele mamei sale, numită responsabilă cu Gospodăria de Partid din Sibiu, Pavel Aranici este „promovat în activ, lucrând ca activist la diferite organe județene și raionale”. Mai întâi este trimis ca activist instructor pe linie de propagandă la Cisnădie, apoi urcă în ierarhia comunistă locală, devenind, pe 14 iunie 1946, „lucrător cu munca politică” la Comitetul Județean de Partid Sibiu. Considerându-se că a obținut rezultate bune, la data de 1 septembrie 1947, este numit secretar de partid la Târnăveni. După exact doi ani, la 1 septembrie 1949, este promovat în activul Comitetului Central al P.M.R. Aici va lucra la Secția Organizatorică, practic un serviciu intern de supraveghere a obedienței cadrelor de partid față de Moscova. Secția se aflase inițial în subordinea agentului sovietic Pantelei Bodnarenko, alias Gheorghe Pintilie, zis „Pantiușa”, care devenise, din 1948, directorul general al Securității Poporului.
Aranici primește inițial o locuință spațioasă în strada Pictor Negulici, unde se mută cu soția și mama sa, apoi cei trei vor locui într-o vilă și mai impozantă, în Dorobanți.
La începutul anului 1950, Elisabeta Aranici este promovată secretară a lui Dumitru Coliu, membru al Biroului Politic al P.M.R. și șef al Serviciului de Cadre al Comitetului Central. Din această poziție, ea devine prietenă și confidentă a Martei Drăghici, soția sinistrului ministru al Internelor Alexandru Drăghici.
Spre sfârșitul anilor '40 și începutul anilor '50, în zonele muntoase sau împădurite de pe întreg teritoriul României încep să se formeze și să acționeze grupuri de partizani anticomuniști. Formate din foști militari în armata regală, din foști legionari, țărani revoltați și chiar preoți, ele sunt uneori sprijinite din Occident, însă, de cele mai multe ori, de comunitățile din zona în care acționau, și întreprind acțiuni temerare împotriva reprezentanților din teritoriu ai autorităților comuniste. O astfel de acțiune a avut loc în noaptea de 12 spre 13 ianuarie 1949, la Teregova, în Munții Banatului, când un grup de partizani condus de Spiru Blănaru și Gheorghe Ionescu a atacat postul de miliție și a eliberat din arest pe doi dintre camarazi. Securitatea a încercat să riposteze pe 22 februarie 1949, dar militarii comuniști au fost prinși în ambuscadă de partizani, suferind pierderi și fiind inițial respinși. Deși membrii și conducătorii grupului au fost ulterior prinși și executați, astfel de acte îndrăznețe puneau într-o lumină proastă regimul proaspăt instalat în România de Uniunea Sovietică.
Așa că, prin Directiva 00805/1952 a lui Alexandru Drăghici, în cadrul Direcției a III-a de Informații și Contrasabotaj din Direcția Generală a Securității Poporului se înființează serviciul „Bande”, care va avea drept sarcină identificarea și lichidarea grupurilor de rezistență armată anticomunistă din munți. Din organigrama sa făceau parte, pe lângă ofițeri ai Securității și comandanți din teritoriu ai unităților de trupe de Securitate, și unele compartimente specializate din Miliție. Pe 1 octombrie 1952, Pavel Aranici este transferat de la Comitetul Central al Partidului direct în funcția de director al serviciului „Bande” și înaintat în gradul de locotenent-colonel.
Anterior înființării acestui serviciu, încercările de reprimare a grupurilor de partizani se făceau de către autoritățile locale. Rezultatele au fost cu mult sub așteptări, din cauza lipsei informațiilor, desincronizărilor între formațiunile de Miliție și Securitate locale și lipsei unei coordonări la nivel național. Pavel Aranici primește sarcina reorganizării acțiunilor de reprimare și va ajunge să creeze, conform fișei lui de cadre, „comandouri specializate în combaterea luptătorilor din munți, din care făceau parte strategi, tacticieni, psihologi și practicieni ai ofensivei concrete”. Pentru activitatea sa din acea perioadă, statul comunist îl recompensa pe locotenent-colonelul Aranici cu un salariu net de 55.000 lei pe lună (circa 12 salarii medii pe economie), alimente gratuit în cuantum de 800 lei pe lună, lemne gratuit pe perioada iernii, în valoare de 3.000 lei pe lună, cazarmament gratuit (incluzând ciorapi, chiloți, izmene, batiste, prosoape, plus echipamentul militar).
Începuturile nu au fost ușoare. Într-un raport întocmit pe 16 februarie 1953, Aranici sublinia ineficiența acțiunilor Securității împotriva partizanilor în 1952: lipsa „agenturii informative”, faptul că puținii informatori racolați erau agenți dubli, care îi informau pe partizani despre mișcările Securității, sau că „au fost cazuri de deconspirare a informatorilor, din cauza modului defectuos în care se făceau întâlnirile; de exemplu, erau informatori care aduceau informațiile la sediul de Securitate al raionului sau lucrătorul operativ mergea la întâlnire în uniformă”.
Pavel Aranici a hotărât să schimbe aceste stări de lucru, dovedind un zel și o lipsă de scrupule ieșite din comun. A condus personal pe teren echipe de căutare și anihilare a grupurilor de partizani, a decis arestarea și torturarea rudelor și apropiaților acestora, bătrâni, femei și chiar copii, cu scopul de a afla informații, a organizat pânde în locurile în care rezistenții se puteau aproviziona cu hrană, a pus la cale conspirarea unor agenți ai Securității la Mănăstirea Sâmbăta din Munții Făgăraș, sau și-a convins superiorii să-i permită folosirea de câini doberman, special dresați să atace oameni.
Însă prima măsură a lui Aranici a fost să identifice exact grupurile de rezistență, să schițeze un tablou clar și detaliat al acestora și să propună măsuri concrete de luptă împotriva lor. Într-o „Dare de seamă despre rezultatele obținute în problema bandelor de la data de 1 iulie 1952 la 13 ianuarie 1953”, întocmită în ianuarie 1953, Pavel Aranici descria amănunțit cele mai importante grupări din munți: gruparea lui Ion Gavrilă Ogoranu, care acționa în „Regiunea Brașov”, gruparea Teodor Șușman din „Regiunea Cluj”, grupul Gheorghe Arsenescu - Toma Arnăuțoiu din zona Nucșoara, fosta regiune Muscel, grupul Petru Vitan din Hunedoara, gruparea Dumitru Ișfănuț din zona Caransebeș, grupul Nicolae Pop - Atanase Oniga din Munții Țibleșului, Maramureș, grupul Vasile Popșa din Ieud, precum și alte grupări mai mici.
Pavel Aranici sesizează că cea mai bună cale pentru lichidarea „bandelor” era să le „blocheze resursele”, adică să taie legătura „bandiților” cu sătenii care îi aprovizionau, îi țineau la curent cu acțiunile Securității, îi ajutau și îi adăposteau. În acest scop, Aranici a dispus măsuri de o duritate extremă. Într-un interviu din 1992, citat de Marius Oprea în cartea „Șase feluri de a muri”, Ion Gavrilă Ogoranu povestea:
„Dacă Securitatea s-a întors din munți încă o dată cu mâinile goale, fără să ne prindă, și-a revărsat întreaga ură prin masive arestări, de-a valma, fără nici o logică. Întâi s-au năpustit asupra familiilor noastre, luând din fiecare ostatici. Ni s-a trimis vorba că, dacă nu ne astâmpărăm, îi vor ucide. Unii au murit în închisoare, ceilalți au venit din infern cu urme grele, nevindecabile, zvârliți la marginea societății [...]. Sunt arestați preoți, învățători, notari și o mulțime de țărani [...]. Se instituie o teroare asupra celor tineri. Fete și băieți sunt luați și duși la Securitate, unde mintea sănătoasă nu poate înțelege rostul chinurilor fizice și morale suferite de acești oameni din acest nefericit colț de țară, nici să le descrie.”
Ion Gavrilă Ogoranu dă exemplul unei fete din Șercăița, care a fost prinsă de securiști cu câini și scoasă cu greu din colții lor de oamenii lui Pavel Aranici. Fata a fost anchetată, torturată și aruncată în închisoare, de unde a ieșit cu mintea rătăcită. Întoarsă în sat și prezentă la slujba de la biserică, unde preotul vorbea despre iad, fata a spus: „Părinte, iadul nu-i acolo unde spui dumneata, iadul îi acolo unde am fost eu”.
Pavel Aranici combină aceste metode crude cu recrutarea prin persuasiune, amenințări sau tortură a informatorilor și mai ales cu sporirea efectivelor organelor de represiune. Spre exemplu, la o acțiune de căutare a partizanilor ce acționau în zona dealurilor la vest de Cluj, sunt folosiți peste 3.000 de soldați din trupele de Securitate și Miliție. Aceasta în condițiile în care grupurile de partizani numărau în medie câteva zeci, maximum 200-300 de oameni. În Munții Banatului, serviciul condus de Pavel Aranici a reușit să organizeze o agentură compusă din 65 de informatori, reușind să penetreze grupurile care acționau în zonă, în special pe cea a lui Dumitru Ișfănuț, zis Sfârloagă. În urma acestor eforturi masive, se întrevăd primele rezultate: un raport întocmit de ofițeri din Serviciul Inspecții al Securității constată îmbunătățirea activității, „reușindu-se ca în cel de-al doilea semestru al anului 1952 să se dea lovituri puternice dușmanului, numărul bandiților lichidați fiind cu mult mai mare față de primul trimestru”. Pe 29 septembrie 1952, unul din conducătorii partizanilor din zona Caransebeș, Dumitru Ișfănuț, este ucis de forțele de Securitate cu o grenadă, în localitatea Sadova Nouă.
În 1953, în urma pândelor organizate pe traseele cunoscute sau prezumtive ale grupurilor de partizani, unii rebeli sunt arestați în viață (cazul lui Ghiță Pop din Galați), iar alții sunt uciși (Dan Constantin, Ion Lefterache etc).
La 8 mai 1953, Aranici a prezentat conducerii Securității un nou raport, descriind misiunile ce au dus la capturarea sau uciderea, în primul semestru al anului, a 11 partizani și a altor 28 de „fugari izolați”. Pavel Aranici este criticat de Francisc Butyka, directorul Direcției a III-a a Securității, pentru lipsă de profesionalism în activitate, însă Eugen Szabo, șeful Serviciului Inspecții, i-a luat apărarea. În finalul ședinței, însuși ministrul Alexandru Drăghici ia cuvântul, concluzionând că „dacă tovarășul Aranici va lichida cu acest fel de a conduce, în general, munca se va îmbunătăți”. Practic, era vorba de o reconfirmare a lui Pavel Aranici în funcția de șef al Serviciului „Bande”.
În 1954, la Obreja, în județul Alba, sunt uciși de serviciul condus de Aranici luptătorii Gheorghe Șovăială și Gelu Novac. Pe tot parcursul anului 1954, în Munții Făgăraș și Munții Banatului, serviciul „Bande” îi vânează pe partizanii anticomuniști, efectuând pânde, acțiuni de căutare, arestări și execuții la Avrig, Porumbacu de Sus, Baia de Aramă, Văliug, Caransebeș, Mehadia și în multe alte localități. Sunt capturați sau uciși în luptă ultimii membri ai grupării Ișfănuț. Partizanii arestați sunt condamnați la moarte prin procese sumare și executați. În acțiunile de căutare și anihilare pe teren a partizanilor din zona Caransebeșului s-a remarcat locotenentul de Securitate Emeric Varody (Emeric sau Imre Váradi). Luptătorii anticomuniști capturați în viață erau transferați la sediile Securității din Lugoj și Timișoara, unde erau torturați cu sălbăticie de mai mulți ofițeri, printre care colonelul Coloman (Koloman) Ambruș sau maiorii Aurel Moiș și Zoltán Kling, pentru a divulga locurile în care se ascund camarazii lor. În timpul interogatoriilor, unii dintre cei anchetați au fost uciși în chinuri groaznice de cei trei ofițeri.
Pe tot parcursul anilor '50, Pavel Aranici își continuă seria de măsuri dure și, după valurile de arestări și întețirea represiunii din anii 1958-1959, Securitatea reușește în sfârșit să lichideze rezistența armată din munți, iar ultimii fugari, cu excepția lui Ion Gavrilă Ogoranu, sunt capturați sau uciși. Acesta din urmă nu va fi arestat decât în 1976. Una din ultimele acțiuni de amploare a serviciului condus de Pavel Aranici este capturarea, la 20 mai 1958, a fraților Toma și Petre Arnăuțoiu, conducătorii unui grup de partizani puternic care acționa pe versantul sudic al Munților Făgăraș. Cei doi frați, împreună cu alte 14 persoane care i-au ajutat de-a lungul timpului, au fost condamnați la moarte de către Tribunalul Militar al Regiunii a II-a și executați în noaptea de 18 iulie 1959, la penitenciarul Jilava.
Pentru activitatea sa, Aranici a fost recompensat cu două distincții ale statului comunist: Ordinul „Steaua RPR” clasa a II-a, prin Decretul 376 din 20 august 1955, și Ordinul „23 August” clasa a IV-a, prin Decretul 308 din 12 august 1959.
După ce serviciul pe care îl conducea și-a pierdut obiectul de activitate, Pavel Aranici, între timp avansat colonel, este numit comandantul Direcției Regionale a Securității din Brașov. În 1960, sub conducerea sa, Direcția Regională a Securității Brașov a arestat 60 de persoane, dintre care trei pentru infracțiuni de spionaj și trădare.
La data de 20 ianuarie 1961, Aranici este promovat pentru ultima oară, fiind numit secretar general al Ministerul Afacerilor Interne.

### Declinul
Pe 11 iunie 1963, ministrul Alexandru Drăghici îl demite din funcție pe Pavel Aranici și decide scoaterea acestuia din Ministerul Afacerilor Interne. Motivul exact nu se cunoaște, însă există mai multe ipoteze. În timp ce Elisabeta Aranici, soția colonelului Aranici, crede că de vină ar fi o cămașă galbenă îmbrăcată de acesta și care ar fi stârnit iritarea ministrului Drăghici, se pare că demiterea este rezultatul unui denunț. Conform mărturiei fostului general de Securitate Ionel Gal, Pavel Aranici întreținea „relații neprincipiale” cu o studentă. Este posibil și ca sentimentele antisemite ale lui Alexandru Drăghici să fi cântarit greu în decizia demiterii.
Prin ordinul 3441/1963 al lui Constantin Tuzu, ministrul Metalurgiei și Construcțiilor de Mașini, Pavel Aranici este numit director al Întreprinderii de Cabluri și Radiatoare din Brașov, deși absolvise doar gimnaziul și trei clase ale Școlii de Calfe și Ucenici Sibiu. Numirea lui Aranici nu a fost întâmplătoare, pentru că la Întreprinderea de Cabluri și Radiatoare fuseseră încadrați mulți foști deținuți politici, scopul fiind acela de a putea fi supravegheați mai ușor.
În 1969, Pavel Aranici este eliberat din funcție, apoi numit pe postul de șef de serviciu administrativ. Și în această poziție are probleme, primind o „mustrare scrisă” la începutul anului 1971, pentru lipsă în gestiune. Un control a evidențiat că a casat fără proces verbal niște bunuri, între care și pături, în valoare de 8.691,65 lei. La începutul anului 1973 este retrogradat șef de birou, iar în luna octombrie a aceluiași an primește o nouă mustrare, de data aceasta pentru lipsă de interes în activitate. La sfârșitul lui 1974 este mutat în funcția de inspector principal la Serviciul de Cadre al întreprinderii, iar în aprilie 1975 este retrogradat în funcția de simplu magazioner. În 1980, de pe această funcție și după realizarea vechimii în muncă, colonelul Pavel Aranici este pensionat.
Între 1963 și 1980, declinul profesional al carierei lui Aranici este dublat de un declin salarial: de la 2.550 lei în 1963, la 1.790 lei ca magazioner. La jumătatea anilor '80, Pavel Aranici mai primește o lovitură prin decesul mamei sale, Iuliana Aranici.
După Revoluția din 1989, Aranici se înscrie în filiala din Brașov a nou înființatului Partid Socialist al Muncii (P.S.M.), urmaș al P.C.R., condus în acei ani de fostul prim-ministru comunist Ilie Verdeț.
Pavel Aranici a murit în 1995, la București, iar la înmormântarea sa nu au fost prezenți decât soția și câțiva foști colegi din P.S.M.
Aranici nu a fost anchetat și judecat niciodată pentru crimele sale.